# Ulvatjärnen, Västergötland
Ulvatjärnen är en sjö i Alingsås kommun i Västergötland och ingår i Göta älvs huvudavrinningsområde.